# Expansion outre-mer des États-Unis

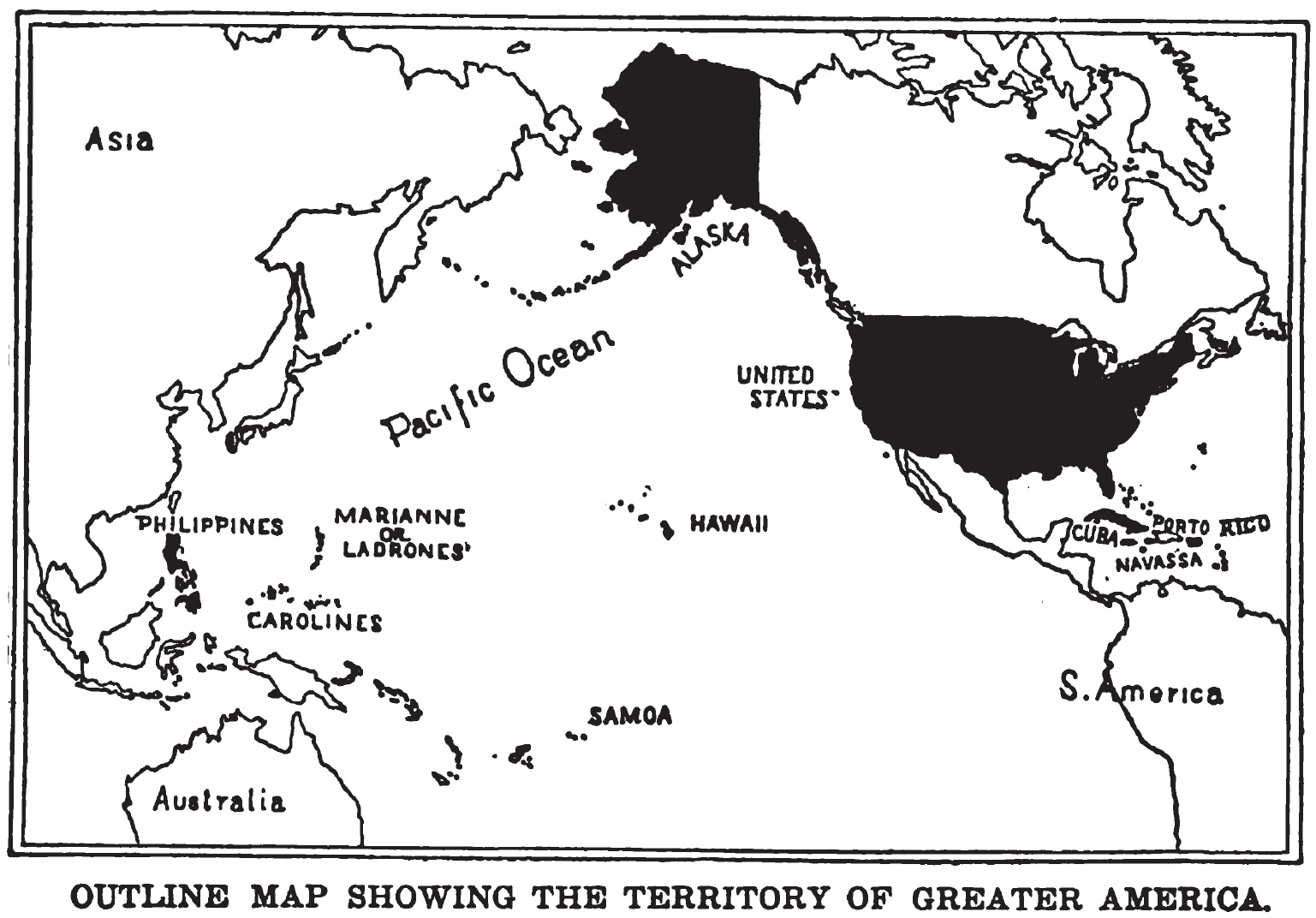
Situation en 1899.

En ce qui concerne l’empire colonial des États-Unis au sens traditionnel du terme, on admet généralement qu’il est le produit accidentel de leur victoire sur l’Espagne en 1898. Or au moment où ceux-ci se retrouvent subitement en possession de Porto Rico, de Guam et des Philippines, les Américains seront prêts à assumer le « fardeau de l’homme blanc ».

## La genèse de la politique impériale
Dès le début du XIXe siècle, le credo du Manifest Destiny qui prône la souveraineté du peuple américain, destiné à s’établir d’une frontière naturelle à l’autre, met en place une vision des États-Unis exerçant leur domination sur le continent nord-américain d’un océan à l’autre, et donne un fondement politique qui justifie une expansion continentale similaire à celle de l’Empire russe. La doctrine de Monroe de 1823 incite également Washington à envisager l’Amérique latine comme son domaine réservé dont doit être exclu tout acteur européen. Le concept d'Empire américain (« American empire ») fut popularisé pour la première fois dans les médias sous la présidence de James K. Polk, au moment où est déclenchée la guerre américano-mexicaine (1846-1848).
En 1867, les États-Unis achètent l'Alaska à la Russie et aident les juaristes à chasser du Mexique la France et renverser l’empereur Maximilien Ier du Mexique. À plusieurs reprises, l’annexion de Cuba et de Saint-Domingue est réclamée, en partie dans la crainte de voir les Britanniques ou l’Empire allemand profiter du désordre pour étendre leurs possessions à ces îles. 
L’historien et théoricien politique américain Frederick Jackson Turner reflète bien l’état d’esprit de l’époque lorsqu’il déclare que la fermeture de la « frontière » en 1890 risque de provoquer une recrudescence des mouvements de grève et des tensions sociales. Sans la soupape de sécurité des terres vierges permettant aux ouvriers de quitter les villes pour les grands espaces de l’Ouest, la trame du tissu social finirait par ressembler à celles des sociétés conflictuelles d’Europe. En 1884, il n'y a presque pas de flotte militaire et commerciale[réf. incomplète], les effectifs de l'armée sont très réduits. En 1885, Josiah Strong, publie un livre, Our Country qui obtient un grand succès. Il y explique que c'est le devoir des anglo-saxons de répandre sur la planète les bienfaits de la démocratie, du protestantisme et de la libre-entreprise.
En fin de compte, Alfred Mahan et les partisans d’une marine puissante se prononcent pour le maintien des îles sous autorité américaine comme ports charbonniers sur la route maritime des marchés d’Asie. À ce stade, les États-Unis sont psychologiquement mûrs pour concevoir un empire. 
Sur un plan politique, le terrain a également bien été préparé en vue d’une expansion outre-mer. William Henry Seward, le secrétaire d’État qui achète l’Alaska en 1867 et annexe les îles désertiques de Midway la même année comme base stratégique dans le Pacifique, fait souvent figure de fondateur de l’impérialisme américain. Cependant, lorsque, en 1892-1893, les Américains de Hawaii renversent la monarchie locale et réclament l’annexion de l’archipel, le président Grover Cleveland hésite à contrarier les vœux des Hawaïens qui s’y opposent. La situation commence à s’inverser avec l’élection de William McKinley en 1896 et quand la République d'Hawaï est annexée par les États-Unis en 1898 sous la forme d'un territoire administré, ainsi qu'une partie des Samoa en 1899.

## Les premiers pas dans l'impérialisme
Mais lorsque Washington se retrouve subitement doté de colonies insulaires après la défaite de l’Espagne en 1898, nul ne sait quel sort leur réserver. Par le traité de Paris, Cuba est occupé jusqu'en 1902 puis abandonné à un nouveau régime, mais Porto Rico est conservé, Porto Rico devient un commonwealth à partir de 1952. Quant aux Philippines, les mêmes arguments viennent justifier la mainmise américaine, si le pays ne s’empare pas des Philippines, l’Allemagne ou le Japon s’en chargeront. Fut versée à l'Espagne au titre des compensations prévues dans le traité de Paris de 1898, la somme de 20 millions de dollars, puis l'occupation des Philippines passe par la forme d'un commonwealth à partir de 1935. 
L'archipel d'Hawaï a vocation de jalon et de base navale favorisant le développement vers l’Asie de l’influence et du commerce américain. 
L’accueil favorable réservé à l’idée d’un empire maritime donne raison aux champions d’une nation qui doit prendre sa place parmi les puissances mondiales. Ils auront fort à faire pour concilier leur dogme capitaliste et anti-impérialiste avec les tarifs préférentiels et le dilemme moral que pose l’administration de peuples assujettis.
Cette option de contrôle direct de territoires et de populations ne dura qu'un temps. Mise à part l’affaire du canal de Panama où ils favorisèrent (entre autres par l'envoi sur place d'une canonnière) l’indépendance de Panama par rapport à la Colombie — ce qui leur assura la mainmise totale jusqu’en 1999 sur cette voie de communication transocéanique vitale pour l’US Navy — les États-Unis renoncèrent à l’accroissement de leur territoire par la force.
En 1917, ils achètent les Indes occidentales danoises contre 25 millions de dollars. 
Pendant le Traité de Versailles de 1919, ils furent parmi les rares vainqueurs à ne pas avoir de revendications territoriales. Dès 1935, l’indépendance des Philippines fut décidée mais retardée à la suite de l'invasion japonaise de cet archipel lors de la guerre du Pacifique en 1942. En 1945, après la capitulation de l'empire du Japon, les États-Unis reçurent en mandat les archipels océaniens anciennement sous domination japonaise. Les États fédérés de Micronésie et les Îles Marshall sont indépendants depuis 1986 et les Palaos depuis 1994.